# 1902
1902 (MCMII) fue un año común comenzado en miércoles según el calendario gregoriano.

## Acontecimientos

### Enero
- 1 de enero: en Pensilvania (Estados Unidos), Nathan Stubblefield realiza la primera demostración pública de radio.
- 2 de enero: en Cuba, Tomás Estrada Palma es elegido presidente.
- 4 de enero: en Barcelona se estrena la ópera de Felipe Pedrell Los Pirineos.
- 11 de enero: en Estados Unidos se crea la primera revista Popular Mechanics.
- 23 de enero: en el monte Hakkoda (en el norte de Honshu, Japón), durante una tormenta de nieve mueren 199 soldados en un ejercicio de entrenamiento militar.
- 23 de enero: en Vigo (España), la explosión de una caldera del cañonero Cóndor causa dos muertos y cinco heridos.
- 23 de enero: en la Tercera República Francesa, el sacerdote Alfred Loisy escribe L’évangile et l’Eglise, que inaugurará la Crisis modernista.
- 30 de enero: alianza anglo-japonesa.

### Febrero
- 1 de febrero: en China, el Gobierno adopta medidas liberalizadoras y europeizantes.
- 1 de febrero: en el Imperio ruso se desata una huelga general estudiantil.
- 5 de febrero: en Francia, el Gobierno fija la jornada de trabajo de los mineros en nueve horas.
- 5 de febrero: en España se emplean tropas para cobrar las contribuciones.
- 9 de febrero: en Jersey City (Estados Unidos), un incendio destruye 26 manzanas de la ciudad
- 11 de febrero: en Bruselas (Bélgica) la policía reprime a mujeres activistas por el sufragio femenino.
- 13 de febrero: en España se matrícula el primer coche de Madrid, perteneciente al marqués de Bolaños.
  - Un terremoto de 6,9 sacude Azerbaiyán dejando 2.000 muertos y más de 7.000 edificios destruidos.
- 14 de febrero: en Washington se funda la Alianza Internacional para el Sufragio Femenino, por iniciativa de la Asociación Sufragista Estadounidense.
- 15 de febrero: en Berlín (capital de Alemania) se inaugura el metro.
- 15 de febrero: en Leipzig se estrena la ópera Oreste, de Félix von Weingartner.
- 17 de febrero: en Barcelona se declara el estado de suspensión de garantías a raíz de la celebración de una huelga general desde el 14 de febrero.
- 18 de febrero: en Montecarlo se estrena la ópera de Jules Massenet El juglar de Notre-Dame.
- 25 de febrero: en Estados Unidos, Hubert Cecil Booth funda la Vacuum Cleaner Co Ltd para fabricar aspiradoras Pato.

### Marzo
- 6 de marzo: en España se funda la Sociedad Madrid Fútbol Club (actual Real Madrid Club de Fútbol).
- 7 de marzo: en Tweebosch(en) (Transvaal) ―en el marco de las Guerras de los Bóeres― los afrikáneres vencen a los británicos, capturan a su general y a 200 de sus hombres.
- 8 de marzo: en Helsinki se estrena la Segunda sinfonía de Jean Sibelius.
- 10 de marzo: en los Estados Unidos, la Corte previene a Thomas Edison contra la posesión de un monopolio sobre la tecnología de la cinematografía.
- 13 de marzo: Se juega el primer clásico entre el Real Madrid y el FC Barcelona, el cual ganó por 3-1 el Barcelona
- 22 de marzo: los Gobiernos de Reino Unido y Persia firman un acuerdo para construir una línea telegráfica entre Europa y la India.
- 23 de marzo: en Italia, el Gobierno eleva la edad legal para el trabajo de 9 a 12 años para los niños y de 11 a 15 para las niñas.
- 23 de marzo: En el campo de experiencias de Torregorda (Madrid) se realizan pruebas al cañón británico Dikker, comprado por el Gobierno español.

### Abril
- 2 de abril: en Los Ángeles (California) se inaugura el Teatro Eléctrico, el primer cine público de ese país.
- 4 de abril: Dos terremotos de 6,9 y 7,2 sacuden Bulgaria dejando más de 200 muertos.
- 5 de abril: en Glasgow (Escocia), ocurre la tragedia de Ibrox Park, durante un partido de fútbol entre las selecciones de Inglaterra y Escocia.
- 16 de abril: finaliza el Genocidio filipino, perpetrado por el Gobierno de Estados Unidos desde el 4 de febrero de 1899.
- 18 de abril: en Guatemala se registra un terremoto de 7,5 que deja un saldo de entre 800 y 2.000 muertos.
- 29 de abril: el presidente Theodore Roosevelt firma una ley que prohíbe la inmigración desde Filipinas (en ese momento protectorado estadounidense).

### Mayo

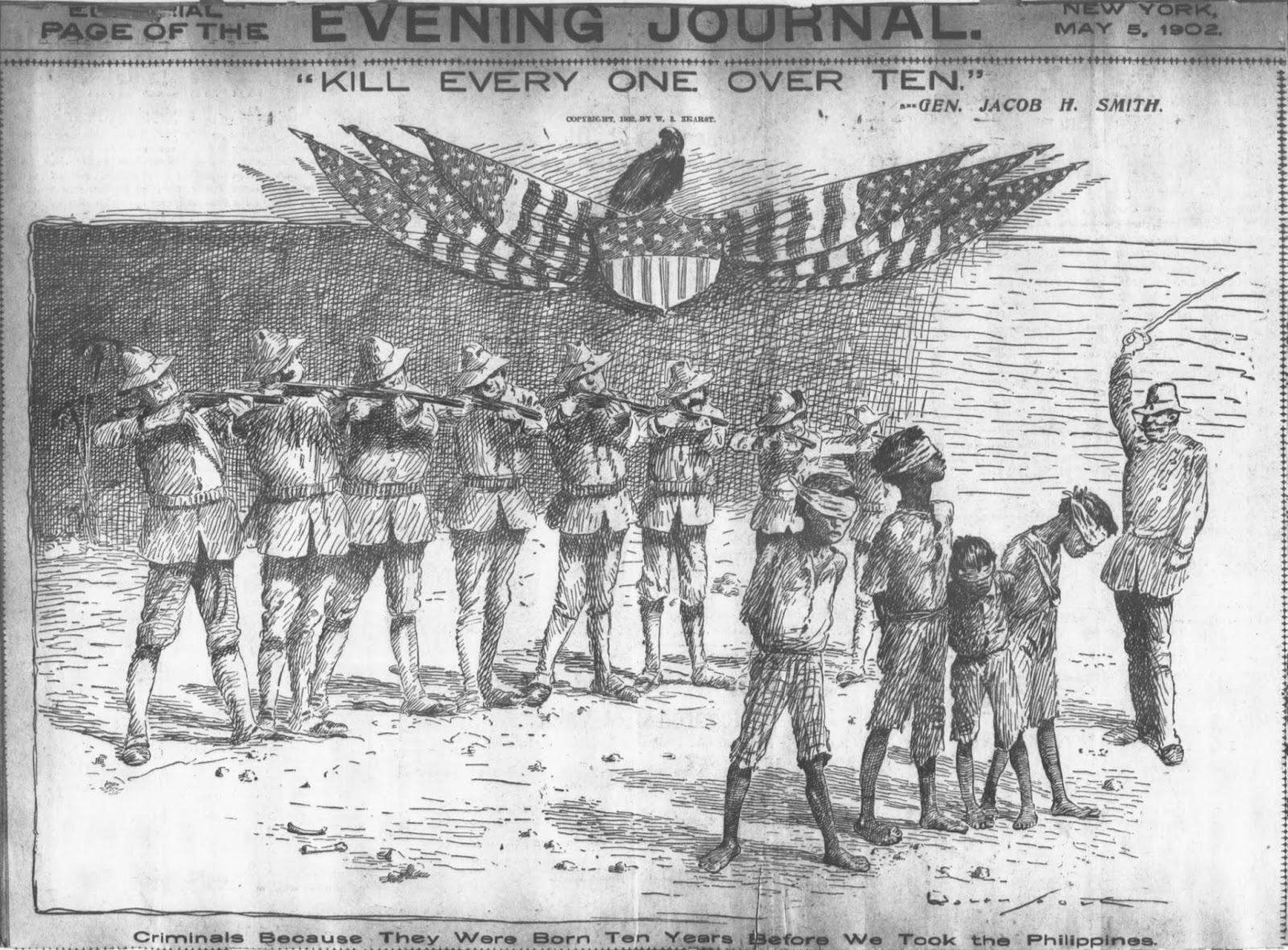
«Maten a todos los que tengan más de diez. Son delincuentes debido a que nacieron diez años antes de que invadiéramos las Filipinas» (Jacob H. Smith, general estadounidense); publicado en el New York Journal, 5 de mayo de 1902.

- 5 de mayo: en Nueva York se publican denuncias contra el Genocidio filipino perpetrado desde el 4 de febrero de 1899 por el gobierno estadounidense. Hacia 1913 los militares estadounidenses habrán asesinado a más de un millón de civiles.
- 7 de mayo: en San Vicente (mar Caribe) erupciona el volcán La Soufrière, devastando la porción norte de la isla. Mueren unas 2000 personas.
- 8 de mayo: en la isla de Martinica entra en erupción el volcán Monte Pelée, destruyendo toda la ciudad de Saint Pierre. Hay 30 000 muertos.
- 17 de mayo: en España, el rey Alfonso XIII alcanza la mayoría de edad, jura la Constitución e inicia su reinado, lo que supone el fin de la regencia de su madre; se otorga un indulto general.
- 20 de mayo: Cuba se independiza de Estados Unidos. Fin de la ocupación militar estadounidense.
- 20 de mayo: en Santiago de Chile se funda el primer internado público del país, el Internado Nacional Barros Arana.
- 31 de mayo: el Tratado de Vereeniging pone fin a la segunda guerra bóer.

### Junio
- 3 de junio: en Alto Loira (Francia), a las 14:00 un tornado arrasa la localidad de Javaugues. Aunque la huella de destrucción fue de solo 7 km, tuvo una anchura de 3 km, que lo hace el tornado más ancho de la Historia de Europa.
- 4 de junio: desembarco del primer contingente de colonos bóeres en la Patagonia Argentina al mando del italiano Camillo Ricchiardi y del sudafricano Louis Baumann.
- 7 de junio: en Niza, Francia, se suicida el último marqués del Valle de Tojo, Vicente Francisco del Sol y Veyán.
- 28 de junio: la Triple Alianza es renovada por otros seis años.
- 28 de junio: la Ley Spooner (1902) es aprobada por el congreso de los Estados Unidos, la cual autoriza al presidente Theodore Roosevelt iniciar negociaciones con Colombia para la construcción de un canal interoceánico en Panamá.

### Julio
- 10 de julio: en Johnstown (Pensilvania) mueren 7 mineros en una explosión en la mina de carbón Rolling Mill que no contaba con salidas de emergencia para ahorrar costos. Otros 95 mineros mueren de asfixia por los gases producidos por la explosión.
- 24 de julio: en Perú, el explorador y agricultor peruano Agustín Lizárraga descubre Machu Picchu.
- 14 de julio: en la catedral de San Marcos (Venecia) se cae el campanario.
- 18 de julio: en Barcelona se estrena con gran éxito la obra Raimundo Lulio, de Joaquín Dicenta.
- 21 de julio: en Río de Janeiro (Brasil) se funda el Fluminense Football Club.
- 25 de julio: en Paraguay se funda el Club Olimpia de Asunción.

### Agosto
- 6 de agosto: en el Reino Unido comienza la construcción del transatlántico Carpathia, que salvará en 1912 a los supervivientes del RMS Titanic
- 9 de agosto: en Londres, Eduardo VII es coronado rey.
- 11 de agosto: Un terremoto de 6,8 sacude la isla griega de Samos dejando 4 muertos.
- 22 de agosto: en Estados Unidos, Theodore Roosevelt se convierte en el primer presidente en hacer un trayecto en automóvil.
- 22 de agosto: en la región china de Sinkiang se registra un fuerte terremoto de 7,7 que deja un saldo de entre 5.000 y 10.000 muertes.
- 30 de agosto: en Martinica erupciona nuevamente el monte Pelée, destruyendo la aldea de Morne-Rouge y causando 1000 muertes.

### Septiembre
- 4 de septiembre: en Buenos Aires (Argentina), durante la ceremonia de exhumación de los restos mortales del general Manuel Belgrano, el ministro de Guerra Pablo Riccheri (43) y el ministro del Interior Joaquín V. González (39) roban varios dientes. Se ven obligados a devolverlos debido a la presión de los periódicos porteños. En la actualidad, varias calles en ciudades argentinas llevan el nombre de estos «patriotas».
- 7 de septiembre: en la marisma de Trundholm (Dinamarca), un campesino descubre el carro del sol de Trundholm (creado en el 1300 a. C.).

### Octubre
- 7 de octubre: apertura de la línea 2 del metro de París, entre Étoile y Anvers, el tramo comprendido entre Porte Dauphine y Étoile está abierto desde 1900.
- 12 de octubre: en Venezuela, inicia el asedio de La Victoria donde estaban acuarteladas las fuerzas gubernamentales del presidente Cipriano Castro.
- 16 de octubre: en Borstal (Reino Unido) se abre la primera cárcel exclusiva para niños. Este sistema de cárceles borstals se expandirá a todo el Imperio británico.

### Noviembre
- 1 de noviembre: Francia e Italia firman un acuerdo secreto en el que se comprometen a preservar la neutralidad en África.
- 2 de noviembre: en Venezuela, se inicia el retiro de las fuerzas rebeldes que asediaban La Victoria lo que representa un triunfo de las fuerzas gubernamentales del presidente Cipriano Castro.
- 17 de noviembre: En Buenos Aires se funda el periódico Assalam, autopresentándose como órgano de la colectividad Sirio-Otomana de las Repúblicas del Plata.
- 21 de noviembre: el gobierno de Colombia (conservador) y los rebeldes liberales firman el tratado de paz de Winsconsin que pone punto final a la guerra de los Mil Días iniciada en 1899.
- 25 de noviembre: se funda por decreto supremo la comuna de Peralillo, en Chile.
- 30 de noviembre: se firma la Alianza militar anglo-japonesa que permanecerá vigente hasta 1923.

### Diciembre
- 2 de diciembre: En Estados Unidos, la I Primera Convención Sanitaria Internacional (celebrada en Washington D. C.) crea la Oficina Sanitaria Internacional (actual Organización Panamericana de la Salud).
- 9 de diciembre: en Venezuela, buques de guerra británicos y alemanes desembarcan en el puerto de La Guaira. Comienza el Bloqueo naval a Venezuela de 1902-1903.
- 10 de diciembre: el Imperio británico, el Imperio alemán y el Reino de Italia roban buques venezolanos para cobrarse las deudas de este país (190 millones de bolívares, en un país cuyo ingreso anual era de 30 millones). Esta guerra no declarada provocará más gastos, lo cual impedirá (todavía más) el pago de las cuotas de la deuda.
- 10 de diciembre: en Egipto se inaugura la primera presa de Asuán sobre el río Nilo.
- 16 de diciembre: en Uzbekistán se registra un destructivo terremoto de 6,4 que deja un saldo de 4.800 víctimas.
- 29 de diciembre: el canciller argentino Luis María Drago, expide un documento doctrinal sobre la ilegalidad del cobro violento de una deuda, ejercido por grandes potencias en detrimento de estados pequeños. Es el único gobierno del continente americano que protesta de manera expresa contra el Bloqueo naval a Venezuela de 1902-1903.
- 29 de diciembre: el Imperio austrohúngaro denuncia el tratado comercial con Italia.

### Sin fecha
- Se fijan límites entre Argentina y Chile.
- Guerra entre Brasil y Bolivia.
- Francia reconoce la hispanidad  del Peñón de Alhucemas.
- En Irlanda se crea el Sinn Féin.
- Francia llega a un acuerdo secreto con España para repartirse Marruecos, España se queda con el norte hasta el río Sebú hasta la frontera con Argelia, Ifni, Tarfaya y el Cabo Juby y Francia el resto.

## Arte y literatura
- 18 de marzo: en el Hotel di Milano (en Milán), el cantante italiano Enrico Caruso realiza sus primeras grabaciones fonográficas.
- 30 de abril: en París se estrena la ópera de Claude Debussy, "Pelleas y Melisande", basada en la obra de Maurice Maeterlinck.
- 4 de junio: en el Louvre (París) se inaugura el Museo de Artes Decorativas.
- 1 de septiembre: en París se estrena el filme Viaje a la Luna de Georges Méliès.
- 6 de noviembre: en Milán se estrena la ópera de Francisco Licea, Adriana Lecouvreur.
- Se publica El problema de las causas finales de Sully Prudhomme.
- Paul Gauguin pinta Montañas de Tahití.
- Piotr Kropotkin: Ayuda mutua: un factor en la evolución[1]
- Vicente Blasco Ibáñez: Cañas y barro.
- José Martínez Ruiz (Azorín): La voluntad (novela).
- Pío Baroja: Camino de perfección (novela).
- Miguel de Unamuno: Amor y pedagogía (novela).
- J. M. Barrie: El admirable Crichton.
- Arthur Conan Doyle: El sabueso de los Baskerville.
- André Gide: El inmoralista.
- Máximo Gorki: Los bajos fondos.
- Rudyard Kipling: Just So Stories.
- Beatrix Potter: The Tale of Peter Rabbit.
- Jules Verne: Los hermanos Kip.

## Deporte

### Fútbol
- 6 de marzo: en España, se funda el Real Madrid Club de Fútbol.
- 9 de junio: se funda el Club Atlético Chalaco en la ciudad del Callao en Perú.
- 17 de junio: se funda el Norwich City Football Club en la ciudad de Norwich en Inglaterra.
- 21 de julio: se funda el Fluminense Football Club en la ciudad de Río de Janeiro en Brasil.
- 25 de julio: en Asunción, se funda el Club Olimpia.
- 3 de agosto: en el norte de la ciudad de Buenos Aires, se funda el Club Atlético Tigre.
- 15 de agosto: se funda el Montevideo Wanderers en la ciudad de Montevideo en Uruguay.
- 17 de septiembre: se funda el MSV Duisburgo en la ciudad de Duisburgo en Alemania.
- 27 de septiembre: se funda el Club Atlético Tucumán en la ciudad de San Miguel de Tucumán en Argentina.
- 2 de noviembre: se funda el Club Social de Deportes Rangers en la ciudad de Talca en Chile.
- Campeonato Uruguayo de Fútbol: Nacional se consagra campeón por primera vez.

### Golf
- Abierto de Estados Unidos:  Laurie Auchterlonie.
- Abierto Británico de Golf:  Alexander Herd.

### Tenis
- Abierto de Estados Unidos:
  - Ganadora individual: Marion Jones .
  - Ganador individual: William Larned .

- Campeonato de Wimbledon:
  - Ganadora individual: Lawrence Doherty .
  - Ganador individual: Arthur Gore .

- Torneo de Roland Garros:
  - Ganadora individual: Adine Masson .
  - Ganador individual: Michel Vacherot .

## Nacimientos

### Enero
- 5 de enero: Maruja Mallo, pintora española (f. 1995).
- 9 de enero: Josemaría Escrivá de Balaguer, sacerdote español (f. 1975).
- 10 de enero: Gonzalo Barrios, político venezolano (f. 1993).
- 13 de enero: María Romero Meneses, religiosa salesiana nicaragüense (f. 1977).
- 15 de enero: Mauro Núñez Cáceres, músico y charanguista boliviano (f. 1973).
- 24 de enero: Augusto Meyer, escritor, periodista, ensayista, poeta, memorialista y folclorista brasileño (f. 1970).
- 31 de enero: Tallulah Bankhead, actriz estadounidense (f. 1968).

### Febrero
- 4 de febrero: Charles Lindbergh, aviador estadounidense (f. 1974).
- 4 de febrero: Rafael Ángel Madrigal, futbolista costarricense, autor del primer gol en un campeonato de fútbol en Costa Rica (f. 1985)
- 7 de febrero: Pedro Braña Martínez, músico y compositor español (f. 1994).
- 10 de febrero: Walter Brattain, físico estadounidense (f. 1987).
- 20 de febrero: Ansel Adams, fotógrafo estadounidense (f. 1984).
- 25 de febrero: Oscar Cullmann, teólogo protestante francés (f. 1999).
- 27 de febrero: John Steinbeck, novelista estadounidense, premio nobel de literatura en 1962 (f. 1968).
- 28 de febrero: Marcela Paz, escritora chilena (f. 1985).

### Marzo
- 1 de marzo: Carlos de Haya González, aviador español (f. 1938).

### Abril
- 4 de abril: Manuel Granero, torero español (f. 1922).
- 7 de abril: Dionisia Masdeu, escultora, ceramista y profesora de dibujo española (f. 1962).
- 8 de abril: Josef Krips, director de orquesta y músico austriaco (f. 1974).

### Mayo
- 1 de mayo: Francisco García Lorca, poeta, profesor, diplomático,  escritor (n. 1902)
- 12 de mayo: Clementina Suárez, poetisa y promotora de la cultura y el arte hondureños (f. 1991).
- 17 de mayo: Khuang Abhaiwongse, político tailandés (f. 1968).
- 28 de mayo: Luis César Amadori, cineasta y dramaturgo argentino (f. 1977).

### Junio
- 9 de junio: Skip James, cantante y guitarrista estadounidense (f. 1969).
- 16 de junio: Barbara McClintock, genetista estadounidense, premio nobel de fisiología o medicina en 1983 (f. 1992).
- 23 de junio: Mathias Wieman, actor alemán (f. 1969).

### Julio
- 1 de julio: William Wyler, cineasta germano-estadounidense (f. 1981).
- 7 de julio: Jim McCartney, padre del exintegrante de The Beatles, Paul McCartney (f. 1976).
- 10 de julio: 
  - Nicolás Guillén, poeta cubano (f. 1989).
  - Kurt Alder, químico alemán. premio nobel de química en 1950.
  - Antulio Sanjuan Ribes, actor de teatro y poeta español (f. 1982).
- 15 de julio: Jean Rey, político europeísta belga (f. 1983).
- 16 de julio: Alexander Romanovich Luria, psicólogo y médico ruso (f. 1977).
- 19 de julio: Chet Miller, piloto estadounidense de automovilismo (f. 1953).
- 27 de julio: Yaroslav Halan, dramaturgo ucraniano (f. 1949)
- 28 de julio: Karl Popper, filósofo austriaco (f. 1994).
- 31 de julio: Otto Gröllmann, artista gráfico y miembro de la Resistencia al nazismo alemán (f. 2000).

### Agosto
- 8 de agosto: Paul Dirac, físico británico, premio nobel de física en 1933 (f. 1984).
- 11 de agosto: Alfredo Binda, ciclista italiano (f. 1986).
- 13 de agosto: Felix Wankel, ingeniero alemán (f. 1988).
- 22 de agosto: Leni Riefenstahl, actriz y cineasta alemana (f. 2003).
- 23 de agosto: Virgilio Leret Ruiz, militar español (f. 1936).
- 28 de agosto: Julia Caba Alba, actriz española (f. 1988).
- 30 de agosto: Józef Maria Bocheński, fraile dominico, filósofo y lógico polaco (f. 1995).

### Septiembre
- 5 de septiembre: Darryl F. Zanuck, productor de cine estadounidense (f. 1979).
- 6 de septiembre: Cristina de Arteaga, monja jerónima española, escritora, historiadora y poeta. (f. 1984).
- 7 de septiembre: Germán López Prieto, productor de cine español (f. 1979).
- 9 de septiembre: Roberto Noble, periodista argentino (f. 1969).
- 12 de septiembre: Juscelino Kubitschek, presidente brasileño (f. 1976).
- 15 de septiembre: Valentín González Sette, futbolista argentino (f. 1989).
- 19 de septiembre: Jenara Vicenta Arnal Yarza, primera doctora en Ciencias Químicas de España (f. 1960).
- 21 de septiembre: Luis Cernuda, poeta español (f. 1963).
- 23 de septiembre: Montagu Slater, escritor británico (f. 1956).
- 27 de septiembre: Luis Farell Cubillas, piloto pionero de la fuerza aérea mexicana (f. 1977).

### Octubre
- 29 de octubre: Fernando López Heptener, óptico, fotógrafo y cineasta español (f. 1993).
- 29 de octubre: Margarita Argúas, doctora en jurisprudencia argentina, docente universitaria y miembro de la Corte Suprema de Justicia de la Nación Argentina (f. 1986).

### Noviembre
- 1 de noviembre: Eugen Jochum, director de orquesta y músico alemán (f. 1987).
- 7 de noviembre: Quino Caso, periodista y poeta salvadoreño (f. 1993).
- 20 de noviembre: Gianpiero Combi, futbolista italiano (f. 1956).
- 22 de noviembre: Jacques Leclerc, general francés durante la Segunda Guerra Mundial.
- 29 de noviembre: Carlo Levi, escritor y pintor italiano (f. 1975).

### Diciembre
- 9 de diciembre: Margaret Hamilton, actriz estadounidense (f. 1984).
- 10 de diciembre: Dulce María Loynaz, escritora cubana (f. 1997).
- 12 de diciembre: Manuel Mindán Manero, filósofo y sacerdote español (f. 2006).
- 16 de diciembre: 
  - Rafael Alberti, poeta español (f. 1999).
  - Ryu Gwansun, activista coreana (f. 1920)
- 17 de diciembreː Miguel Ángel Espino,  escritor, periodista y abogado salvadoreño (f. 1967)
- 18 de diciembre: Paco Martínez Soria, actor español (f. 1982).
- 25 de diciembre: 
  - William H. Phelps Jr., ornitólogo y empresario venezolano (f. 1988).
  - José Simón Cabarga, periodista español, historiador, cronista (f. 1980).

## Fallecimientos

### Enero
- 3 de enero: Benjamín Máximo Laguna, botánico español (n. 1822).

### Febrero
- 18 de febrero: Albert Bierstadt, pintor estadounidense (n. 1830).

### Marzo
- 26 de marzo: Cecil Rhodes, empresario británico, fundador del estado de Rodesia (n. 1853).

### Abril
- 10 de abril: Bartomeu Robert, médico y político español.

### Junio
- 10 de junio: Jacinto Verdaguer, escritor español.
- 18 de junio: Samuel Butler, escritor británico (n. 1812).
- 19 de junio: Lord Acton, historiador, político y escritor Inglés. (n. 1834).

### Julio
- 6 de julio: María Goretti, niña, laica y santa mártir italiana (n. 1890).
- 6 de julio: Leopoldo Miguez, compositor, director de orquesta y violinista brasileño (n. 1850).

### Septiembre
- 29 de septiembre: Émile Zola, novelista francés (n. 1840).

### Octubre
- 20 de octubre: Julie Wilhelmine Hagen-Schwarz, pintora alemana (n. 1824)
- 25 de octubre: Frank Norris, novelista estadounidense.

### Diciembre
- 9 de diciembre: Ramona Andreu, impresora española (n. 1842).
- 17 de diciembre: Martín Tovar y Tovar, pintor venezolano (n. 1827).
- 22 de diciembre: Richard von Krafft-Ebing, psiquiatra alemán (n. 1840).
- 31 de diciembre: Cándido López, pintor argentino (n. 1840).

### Fechas desconocidas
- Carlos Rodrigo Ortiz, político mexicano (n. 1851).

## Premios Nobel
- Física: Hendrik Antoon Lorentz, Pieter Zeeman
- Química: Hermann Emil Fischer
- Medicina: Ronald Ross
- Literatura: Christian Matthias Theodor Mommsen
- Paz: Élie Ducommun, Charles Albert Gobat